# Раковник (Медводе)
Раковник (словен. Rakovnika) — поселення в общині Медводе, Осреднєсловенський регіон, Словенія. 
Висота над рівнем моря: 325,5 м.